# Guanozin-difosfat
Guanozin difosfat, ili GDP, je nukleotid. To je estar pirofosforna kiselina sa nukleozidom guanozinom. GDP se sastoji od pirofosfatne grupe, pentoznog šećera riboze, i nukleobaze guanina.
GDP je proizvod  defosforilacije GTPazama, npr. G-proteinima koji učestvuju u transdukciji signala.
GDP se konvertuje u GTP uz pomoć piruvat kinaze i fosfoenolpiruvata.

## Spoljašnje veze
- Guanosine+diphosphate на 